# A21 (motorväg, Italien)
A21 är en motorväg i Italien som går mellan Turin och Brescia.